# سازوو
سازوو (انگلیسی: Sazovo) یک شهرک در شهرستان کالتاسینسکی استان باشقیرستان کشور روسیه است.